# SeaRail
A SeaRail vállalat Svédország és Finnország között üzemeltet vasúti kompokat.
A társaság Turku (Finnország) és Stockholm között közlekedik kompjaival. Mivel a finn vasutaknak (VR) nyomtáva 1524 mm, ami 89 mm-rel szélesebb az európai normál nyomtávtól, Svédországot is beleértve, cserélhető forgózsámollyal rendelkező teherkocsik egy különleges flottáját használják. A nyomtávváltó pont több száz méter hosszú. A finnországi Turkutban cserélik a forgózsámolyokat egy különleges raktárban. Az eljárást kb. 10 percig tart. A kocsikat ehhez fel kell emelni. Az 1435 mm nyomtávú pályát Turkunál Little Sweden-nek (Kicsi-Svédországnak) is nevezik néha.
A SeaWind Line vasúti kompjai (amely a Tallink Silja egy leányvállalata) szállítja a SeaRail kocsikat Finnország és Svédország között. Ezek naponta kétszer közlekednek Turkuból és Stockholmból.
A SeaRail főhadiszállása Turkuban van, a vállalatnak azonban hivatalai vannak Stockholmban és Helsingborgban is. A vállalatot együttesen birtokolja a Tallink Silja Oy, Finnország VR Groupja és a svéd vasúti teherszállító vállalat, a Green Cargo AB.

## Lásd még
- Forgózsámoly-csere
- Forgózsámoly